# Goggomobil

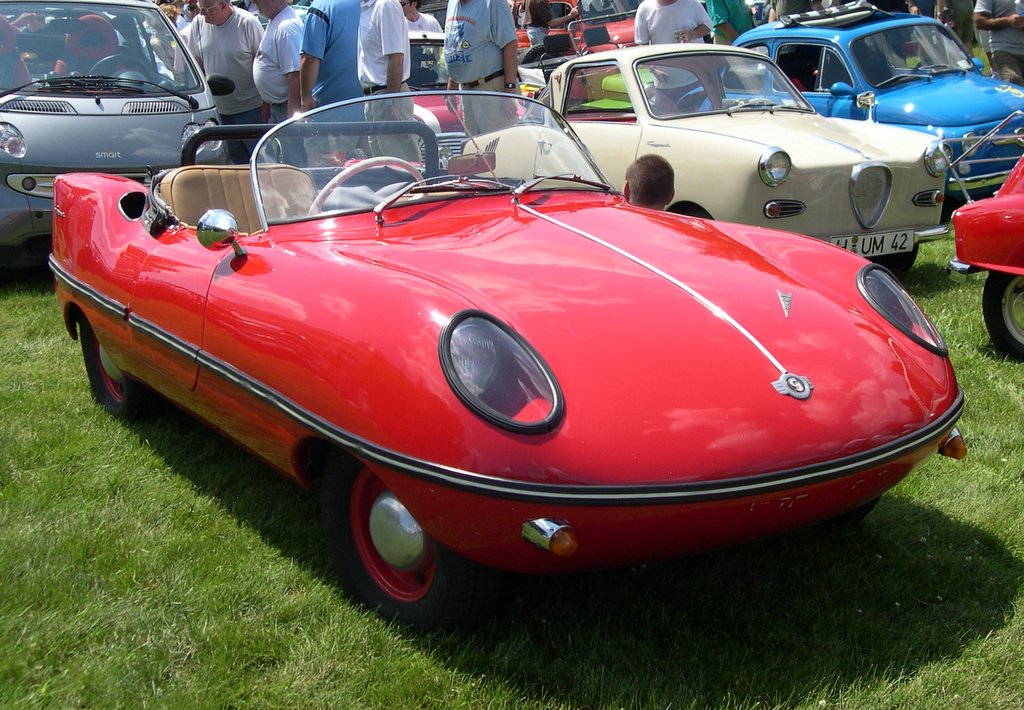
Goggomobil Dart

Goggomobil – mikrosamochody produkowane przez bawarskie przedsiębiorstwo Glas w miejscowości Dingolfing, konkurujące z BMW Isetta. Pierwszy model Goggomobila został wprowadzony na rynek w roku 1955. W 1969 r. BMW przejęło przedsiębiorstwo Glas.

## Model T
Był to czteroosobowy sedan z dwucylindrowym dwusuwowym silnikiem zaprojektowanym przez Feliksa Dozekala, chłodzony powietrzem przy użyciu dmuchawy. Istniały dwie wersje silnikowe, T250 i T300, różniące się pojemnością jednostek. Silnik znajdował się z tyłu za tylną osią. Samochód posiadał zawieszenie niezależne, z przodu oś wahliwą, z tyłu łamany most napędowy ze sprężynami śrubowymi i teleskopowymi amortyzatorami olejowymi.

## Model TS

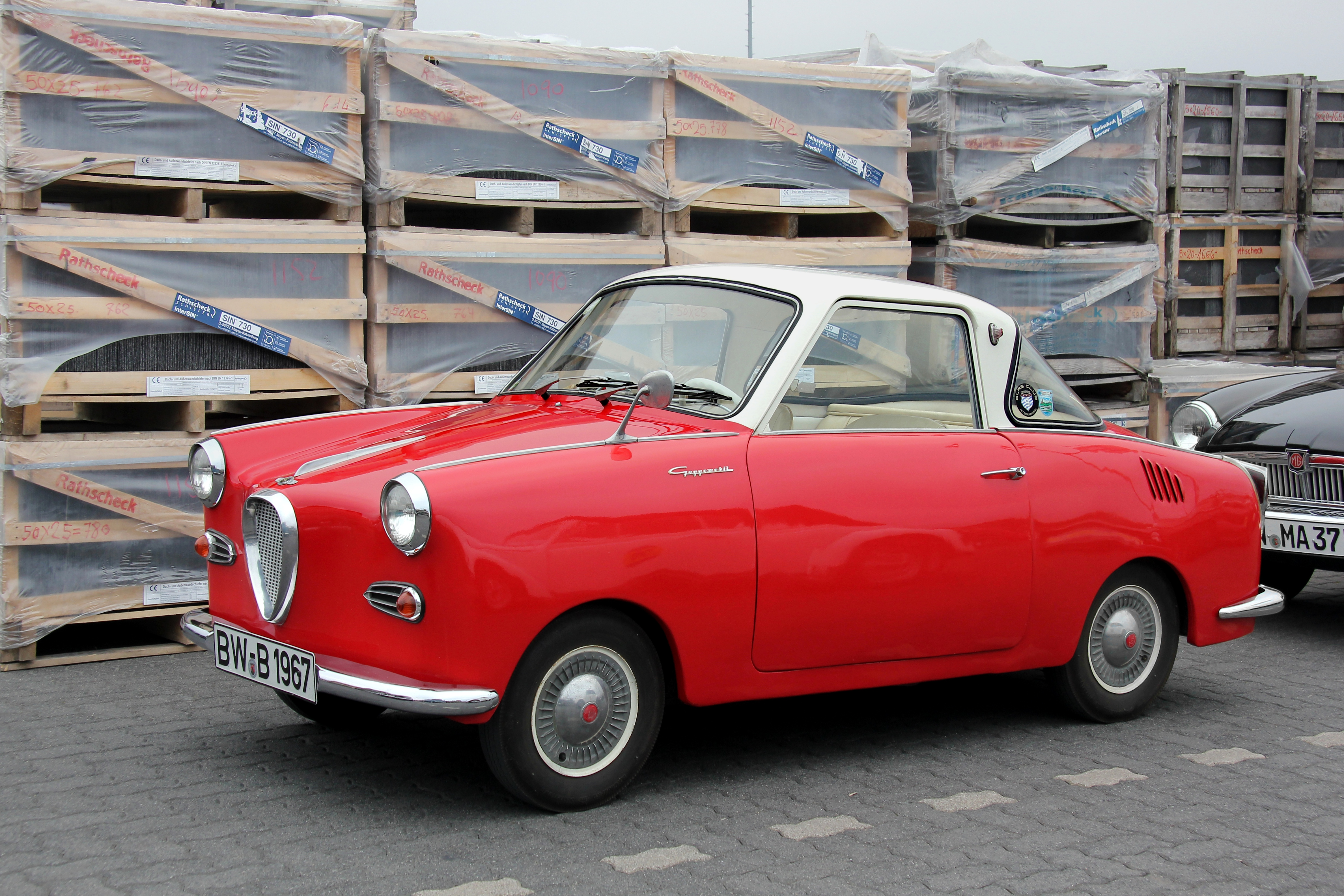
Goggomobil Coupé

Produkowane w latach 1957-1969 czteroosobowe, z charakterystyczną, tylną szybą panoramiczną coupe. Budowane także w wersji cabrio.

## Model TL
W latach 1957–1965 Glas produkowało Goggomobila w wersji dostawczej. Większość tych pojazdów zakupiła niemiecka poczta.

## Goggomobil a Mikrus
Na konstrukcji Goggomobila wzorowany był polski mikrosamochód Mikrus MR-300.